# 李始
李始（3世纪—338年），字伯敬，中国五胡十六国时代成汉皇帝李雄的大哥，西晋末年蜀地流民起义首领李特庶的长子。。祖籍世巴西宕渠（今四川渠县东北），后迁居略阳临渭（今甘肃秦安县东南）。
李始和弟弟李荡、李雄作为父亲手下的将领。304年十月，李雄即位为成都王，叔叔李骧任太傅，兄李始任太保，李离任太尉，李云任司徒，李璜任司空，李国任太宰，阎式任尚书令，杨褒任仆射。311年正月十七李始攻克巴西郡，杀死文石。334年，李雄死后，李雄的侄子太子李班继位。李保的哥哥李越杀死李班，拥立李期为皇帝，李期封李越为相国、建宁王，授予大将军李寿大都督，改封汉王，都录尚书事。李始任征东大将军，代替李越镇守江阳。李始想和李寿共同攻击李期，李寿不敢发难，李始发怒，反向李期诋谗李寿，请求杀掉李寿。李期不肯。后来李寿袭破成都，李期自杀，李始兄弟十余人也被李寿诛杀。